# Kruščica (biljni rod)
 Ovo je glavno značenje pojma Kruščica (biljni rod). Za druga značenja pogledajte Kruščica (biljni rod) (razdvojba).
Kruščica (lat. Orthilia), biljni rod iz porodice vrjesovki, smješten u tribus Pyroloideae. Postoje jedna ili dvije vrste rasprostranjesne po Euroaziji i Sjevernoj Americi. U Hrvatskoj je predstavnik jednostrana ili kimajuća kruščica, Orthilia secunda
Orthilia secunda je miksotrof.

## Vrste
1. Orthilia kareliniana (A.K.Skvortsov) Holub
2. Orthilia secunda (L.) House

## Sionimi
- Ramischia Opiz